# Escola Superior de Belas-Artes de Valand
A Escola Superior de Belas-Artes de Valand - em sueco Konsthögskolan Valand - é uma instituição pública de ensino superior na cidade de Gotemburgo, na Suécia, fundada em 1865.
Faz parte desde 2012 da Academia de Valand, uma das instituições da Faculdade de Belas-Artes da Universidade de Gotemburgo.
Foi fundada em 1865 como ”Göteborgs Musei Ritskola” (Escola de Desenho do Museu de Gotemburgo), e adquiriu o seu antigo local em 1866 na ”Casa de Valand” (Valandhuset), um edifício concebido pelo arquiteto Victor von Gegerfelt. Nessa época, era conhecida como ”Valands målarskola” (Escola de Pintura de Valand).
As suas instalações atuais estão situadas na  rua Vasagatan 50, em frente à ”Casa de Valand” (Valandhuset)